# فیبی اسپورز
فیبی اسپورز (انگلیسی: Phoebe Spoors؛ زادهٔ ۱۱ اوت ۱۹۹۳) قایقران روئینگ زن اهل نیوزیلند است.
وی در مسابقات کشوری و بین‌المللی در مجموع برندهٔ ۱ مدال برنز شده است.